# Фурка (Дојран)
Фурка (мкд. Фурка) је насеље у Северној Македонији, у југоисточном делу државе. Фурка је насеље у оквиру општине Дојран.

## Географија
Фурка је смештена у југоисточном делу Северне Македоније. Од најближег града, Ђевђелије, насеље је удаљено 20 km североисточно.
Насеље Фурка се налази у историјској области Бојмија. Насеље је положено у омањој долини, подно брда, на приближно око 320 метара надморске висине. 
Месна клима је измењена континентална са значајним утицајем Егејског мора (жарка лета).

## Становништво
Фурка је према последњем попису из 2002. године имала 570 становника.
Већинско становништво у насељу су етнички Македонци (99%), а остало су Срби.
Претежна вероисповест месног становништва је православље.

## Галерија
- Село Фурка, 1903. година